# 丁東德
丁東德（1927年1月3日—2007年8月8日），臺灣教育工作者，回族，雲林縣臺西鄉鹽埔村人。丁東德在故鄉任國民小學教職約40年，並出資建立環球商業專科學校（今環球科技大學）。

## 生平
丁東德是臺灣雲林縣臺西鄉鹽埔村人，出生於日治時期的1927年1月3日，台南師範學校畢業、嘉義師專進修畢業。臺灣戰後初期，各地缺乏師資，丁東德於1950年開始在故鄉臺西鄉的崙豐國民小學擔任教職，始任一年半就升任教導主任，30歲時（1957年，民國46年）更擔任崙豐國小校長；1973年（民國62年）調任臺西國小校長，1986年（民國75年）復任崙豐國小校長直到退休；其屢次婉拒調任都會學校，堅持在故鄉任教。
1980年代，由於雲林縣缺乏大專院校，時任縣長許文志決定創設大學，丁東德以其積蓄、退休金出資1,000萬元新臺幣支持。1992年，丁東德自崙豐國小退休，「離開崙豐學區時，昔日學生風聞而立於路旁致敬」。同年環球商業專科學校（今環球科技大學）創立，聘任丁東德為首任總務主任，在任內籌畫、完成湖山校區。1994年，董事會改聘丁東德為董事，丁東德在逝世前從未缺席董事會議，且時常居中調停董事衝突；2007年7月16日，其正住院療養，仍參加董事會。同年8月8日，丁東德逝世，享壽81歲。

### 身後

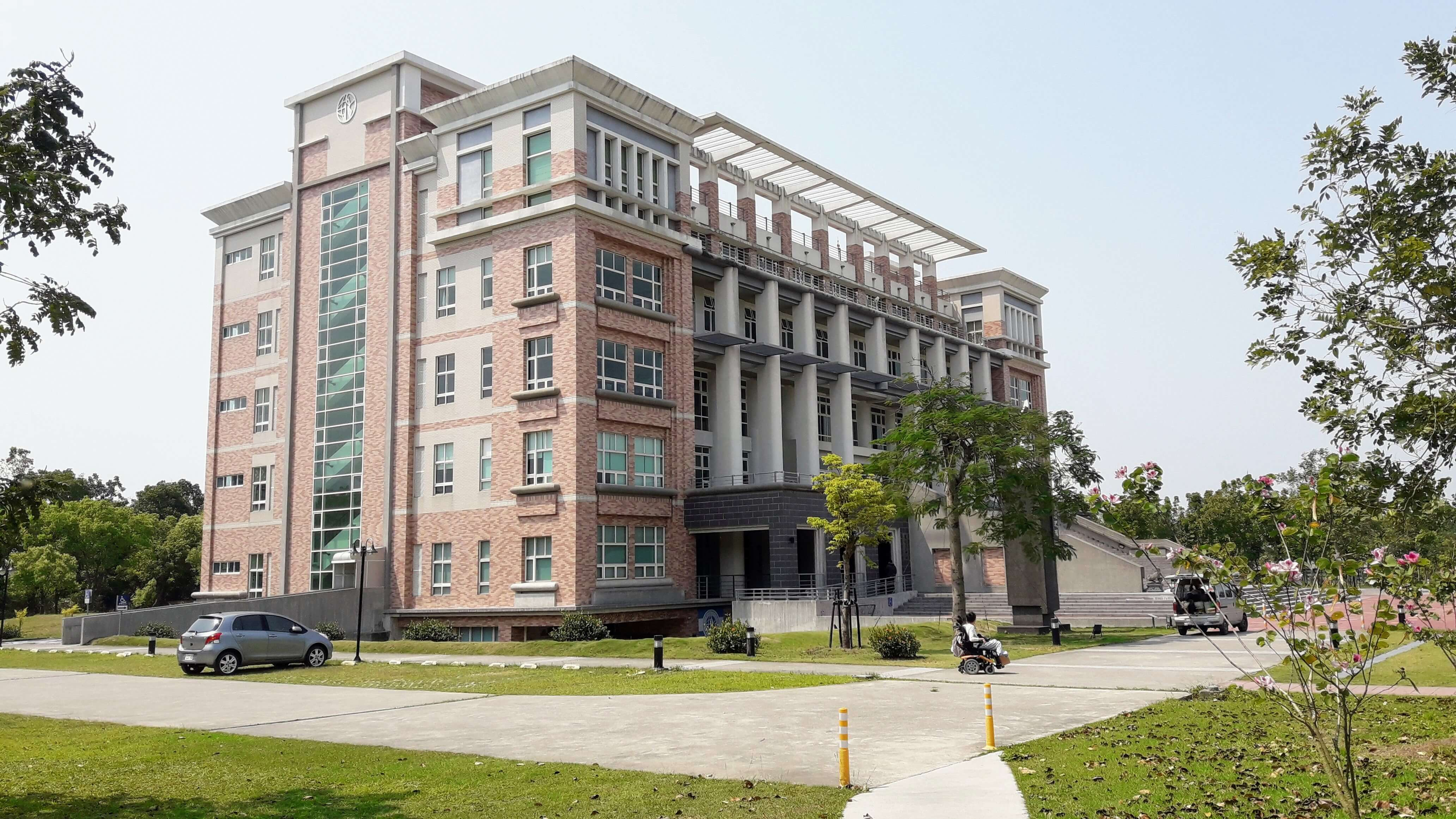
環球科技大學丁東德先生紀念圖書館。

環球科技大學為紀念丁東德，經董事會同意後，將其地下一層、地上五層，占地11,174平方米的圖書館命名為「丁東德先生紀念圖書館」。

## 家庭
其妻子林月霞也任教國民小學四十年以上，兩人並育有三子二女。許文志之子許舒翔是其義子。

## 族裔
丁東德祖先丁蘇是回族人，為阿拉伯裔穆斯林，約乾隆年間「從福建省晉江縣陳埭鎮來台」；但該裔早在明朝即因政府政策、未保持原宗教信仰而徹底漢化，原有回族特質、文化蕩然無存。